# Clean (película)

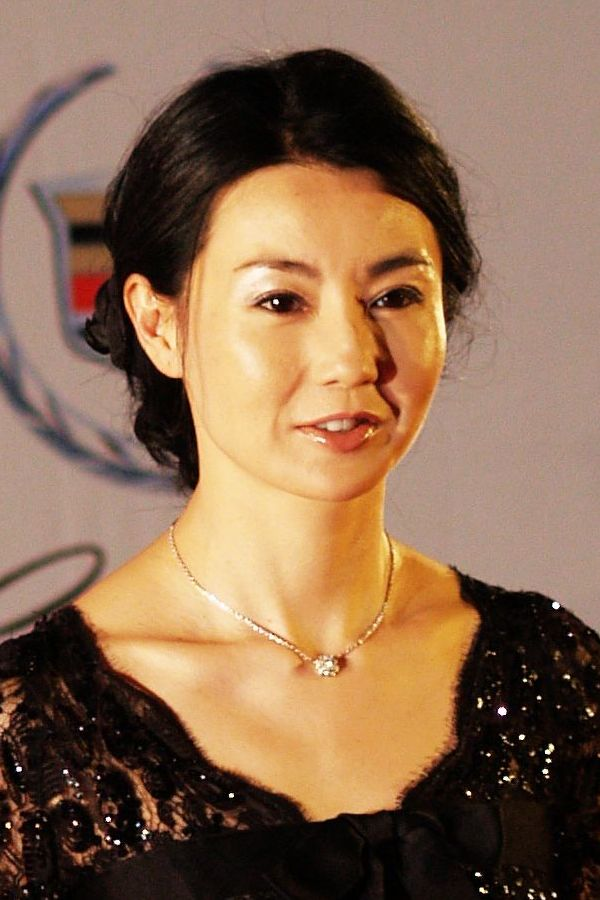
Cheung interpreta a Emily Wang

Clean es el nombre de una película dramática de 2004 dirigida por el director francés Olivier Assayas. Estuvo protagonizada por Maggie Cheung y Nick Nolte . Fue financiado conjuntamente por fuentes de Canadá, Francia y Reino Unido. Fue lanzado en los Estados Unidos en 2006.
Se basa en la historia de una mujer liberada de la cárcel después de seis meses por posesión de heroína, luego trata de reconectarse con su hijo, mantenerse sobria e impulsar su carrera como cantante.

## Sinopsis
Cheung interpreta a Emily Wang, una ex jockey de video , que ha estado en una relación tempestuosa con Lee Hauser (interpretado por James Johnston de Nick Cave and the Bad Seeds ), un músico de rock , durante varios años. Las amigas de Lee sienten que Emily es mala para él, acusándola de ser una drogadicta . Cuando la película comienza, la pareja ha llegado a Hamilton , Canadá, para ver a Metric actuar. Su hijo pequeño, Jay, vive en Vancouver con los padres de Lee.
Después de una discusión en la habitación de su motel , Emily sale de Lee y, después de tomar un poco de heroína, se queda dormida en su automóvil. Cuando regresa al motel a la mañana siguiente, descubre que Lee murió de una sobredosis de drogas y que la Policía Provincial de Ontario está investigando. Cuando Emily intenta forzar su camino hacia la habitación para ver a Lee, la policía encuentra la heroína en su bolsa y es arrestada.
Emily pasa seis meses en la cárcel por posesión y, tras su liberación, descubre que la custodia de su hijo ha sido otorgada a los padres de Lee. Resuelve regresar a París , donde vivía antes de conocer a Lee. Antes de irse, se reúne brevemente con Albrecht, el padre de Lee (interpretado por Nick Nolte) quien le dice que preferiría que no viera a Jay por unos años.
Emily comienza a trabajar en un restaurante chino en París para algunos familiares, pero no lo disfruta. Ella se ha vuelto adicta a la metadona y sus amigos tratan de asegurarse de que pueda obtener recetas para el medicamento.
Mientras tanto, la madre de Lee, Rosemary (interpretada por Martha Henry ) se enferma y ella y Albrecht viajan a Londres con Jay para que pueda recibir tratamiento médico. Mientras están allí, Albrecht decide llevar a Jay a París para encontrarse con Emily, pero su abuela le dijo al niño que Emily era responsable de la muerte de su padre y que no quiere verla.
Emily finalmente decide que debe tratar de limpiarse para poder pasar más tiempo con su hijo. Ella deja de tomar metadona y se prepara para la llegada de Jay. Cuando el niño finalmente se encuentra con su madre, ella lo lleva a un zoológico y le explica sobre su relación con su padre y por qué tomaron drogas.
Emily también sueña con seguir una carrera como cantante; y, cuando finalmente se le conceda la oportunidad después de conocer a un compañero músico en prisión, debe tomar algunas decisiones serias sobre su vida.

## Música
Las canciones de la película fueron compuestas y escritasy escritas por David Roback de Mazzy Star. La banda sonora estuvo a cargo de Brian Eno, Daniel Lanois, Emily Haines, Metric, The Notwist, Britta Phillips y Tricky.
1. Brian Eno — An Ending
2. Maggie Cheung — Strawberry Stain
3. Brian Eno — Taking Tiger Mountain
4. Tricky & Liz Densmore — Breakaway
5. Maggie Cheung — Down in the Light
6. Metric — Dead Disco
7. Brian Eno — Spider and I
8. The Notwist — Neon Golden
9. Maggie Cheung — Wait for Me
10. Britta Phillips — Knives from Bavaria
11. Maggie Cheung — She Can't Tell You
12. Metric — Dead Disco (En vivo)